# David City
David City è un centro abitato (city) degli Stati Uniti d'America ed è capoluogo della contea di Butler nello Stato del Nebraska.
La popolazione era di 2 906 persone al censimento del 2010.

## Storia
David City fu progettata nel 1873. Prende il nome dal suo primo colono.

## Geografia fisica
David City è situata a 41°15′16″N 97°07′35″W (41.254543, -97.126457).
Secondo lo United States Census Bureau, ha un'area totale di 2,07 miglia quadrate (5,36 km²).

## Società

### Evoluzione demografica
Secondo il censimento del 2010, c'erano 2 906 persone, 1 153 nuclei familiari e 706 famiglie residenti nella città. La densità di popolazione era di 1 410,7 persone per miglio quadrato (544,7 ab./km²). C'erano 1 274 unità abitative a una densità media di 618,4 per miglio quadrato (238,8 ab./km²). La composizione etnica della città era formata dal 96,1% di bianchi, lo 0,6% di afroamericani, lo 0,1% di nativi americani, lo 0,7% di asiatici, l'1,8% di altre razze, e lo 0,8% di due o più etnie. Ispanici o latinos di qualunque razza erano il 3,5% della popolazione.
C'erano 1 153 nuclei familiari, di cui il 30,6% aveva figli di età inferiore ai 18 anni, il 47,0% aveva coppie sposate conviventi, il 10,5% aveva un capofamiglia femmina senza marito, il 3,7% aveva un capofamiglia maschio senza moglie, e il 38,8% erano non-famiglie. Il 33,4% di tutti i nuclei familiari erano individuali e il 18,1% erano persone di 65 anni o di più che vivevano da sole. Il numero di componenti medio di un nucleo familiare era di 2,37 e quello di una famiglia era di 3,05.
La popolazione media della città era di 42,1 anni. Il 25,9% di persone sotto i 18 anni; il 6,4% di persone dai 18 ai 24 anni; il 21,2% di persone dai 25 ai 44 anni; il 24,8% di persone dai 45 ai 64 anni; e il 21,7% pari a 65 anni o di più. Il numero di abitanti per genere della città era il 47,5% maschi e il 52,5% femmine.